# San Felipe Jalapa de Díaz
San Felipe Jalapa de Díaz är en ort i Mexiko.   Den ligger i kommunen San Felipe Jalapa de Díaz och delstaten Oaxaca, i den sydöstra delen av landet, 300 km sydost om huvudstaden Mexico City. San Felipe Jalapa de Díaz ligger 155 meter över havet och antalet invånare är 5 931.
Terrängen runt San Felipe Jalapa de Díaz är varierad. Runt San Felipe Jalapa de Díaz är det ganska glesbefolkat, med 39 invånare per kvadratkilometer. Närmaste större samhälle är Isla Soyaltepec, 15,4 km norr om San Felipe Jalapa de Díaz. Omgivningarna runt San Felipe Jalapa de Díaz är en mosaik av jordbruksmark och naturlig växtlighet.